# 高畑悠介
高畑 悠介（たかはた ゆうすけ）は、日本の人文社会学者。埼玉大学准教授。

## 人物・来歴
2008年東京大学文学部言語文化学科英語英米文学専修課程卒業2016 , 2010年東京大学大学院修士人文社会系研究科欧米系文化研究専攻（英語英米文学）修了、2015東京大学大学院博士人文社会系研究科 , 欧米系文化研究専攻（英語英米文学）修了、ロンドン大学ロイヤル・ホロウェイ校博士英語英米文学科英文学修了
2020 , 埼玉大学人文社会科学研究科准教授
2016 , 埼玉大学人文社会科学研究科専任講師
2015 - 2016 , 中央大学文学部非常勤講師
2015 - 2016 , 東京藝術大学音楽学部非常勤講師
2015 - 2016 , 東京医科歯科大学教養部非常勤講師
2015 - 2016 , 成蹊大学教養カリキュラム非常勤講師

## 著書
- 『ノストローモ』における政治の抑圧の諸相 ,コンラッド研究(10):35-50 201903
- Marlow's Psychology and His Two Narrative Perspectives in Lord Jim ,Yearbook of Conrad Studies(Vol. 11):43-58 2017
- On the Discrepancy in the Narrative Focus of Conrad’s Under Western Eyes ,リーディング(33):53-64 201210
- 自己パロディとして読む“The Partner”―Conrad中後期短編に関する一考察 ,コンラッド研究(3):25-39 201203
- A Study of Chinese Box Structures in Conrad’s Short Stories after Typhoon and Other Stories ,リーディング(32):42-53 201110
- Epistemology of Narrative: Marlow’s Unreliable Narration in Chance ,リーディング(30):9-15 200910